# HK Celje
HK Celje (celým názvem: Hokejski klub Celje) je slovinský klub ledního hokeje, který sídlí v Celji v Savinjském regionu. Založen byl v roce 1947. V jugoslávské éře působilo Celje celkem třináct ročníků v nejvyšší soutěži. Největším úspěchem klubu bylo obsazení bronzové příčky v letech 1978–1982. Od sezóny 2014/15 působí ve slovinské nejvyšší soutěži v ledním hokeji. Klubové barvy jsou modrá a žlutá.
Své domácí zápasy odehrává v hale Ledena dvorana Golovec s kapacitou 1 500 diváků.

## Přehled ligové účasti
Zdroj:
- 1952–1953: Jugoslávská liga ledního hokeje (1. ligová úroveň v Jugoslávii)
- 1973–1974: Jugoslávská liga ledního hokeje (1. ligová úroveň v Jugoslávii)
- 1975–1977: Jugoslávská liga ledního hokeje (1. ligová úroveň v Jugoslávii)
- 1978–1986: Jugoslávská liga ledního hokeje (1. ligová úroveň v Jugoslávii)
- 1987–1988: Jugoslávská liga ledního hokeje (1. ligová úroveň v Jugoslávii)
- 1991–1995: Slovenska hokejska liga (1. ligová úroveň ve Slovinsku)
- 1996–2000: Slovenska hokejska liga (1. ligová úroveň ve Slovinsku)
- 2013–2016: Inter-National-League (2. ligová úroveň v Rakousku / mezinárodní soutěž)
- 2014– : Slovenska hokejska liga (1. ligová úroveň ve Slovinsku)
- 2017–2023: International Hockey League (mezinárodní soutěž)
- 2023– : Alps Hockey League (2. ligová úroveň v Rakousku / mezinárodní soutěž)